# The Birds of America
The Birds of America is een boek van de Amerikaanse natuurvorser en schilder John James Audubon met illustraties van een grote variëteit aan vogels uit de Verenigde Staten. Het rijk geïllustreerde Birds of America werd eerst in delen gepubliceerd tussen 1827 en 1838 in Edinburgh en Londen.
De illustraties zijn op ware grootte op basis van gravures van 99 op 66 cm en zijn met de hand ingekleurd. The Birds of America bevat onder andere afbeeldingen van vogelsoorten die nu uitgestorven zijn, zoals de carolinaparkiet, de trekduif, de labradoreend, de reuzenalk, de eskimowulp en het heidehoen.
Het boek heeft de naam het "duurste boek ter wereld". Op 20 januari 2012 werd er in het New Yorkse veilinghuis Christie's een volledige eerste editie van het boek voor 7,9 miljoen dollar geveild. In december 2010 werd er bij Sotheby's in Londen al een Birds of America geveild voor 11,5 miljoen dollar. Het winnende bod was een recordbedrag voor een gedrukt boek.